# Magadan
Magadan (rusky Магада́н) je přístavní město na ruském Dálném východě, na pobřeží Ochotského moře v Kolymském pohoří. Město je centrem Magadanské oblasti. Žije zde přibližně 89 tisíc obyvatel. V Magadanu je subarktické klima, v lednu padají teploty k -40 °C, v červenci se pohybují okolo 12–16 °C. Průměrná roční teplota činí -3 °C. V okolí se vyskytují tajgy a tundry.

## Historie
Na začátku 20. století, v souvislosti s hledáním nových míst pro těžbu drahých kovů, vzrostl zájem ruské vládu o Čukotku a pobřeží Ochotského moře. Do této oblasti byly vysílány různé expedice, ale nepodařilo se jim najít očekávané zlato. První zlato zde našel v roce 1915 až osamělý zlatokop Tatar Safi Šafigulin, který dezertoval z ruské armády. V roce 1925 určila expedice Sergeje Vladimiroviče Obručeva příznivé geologické podmínky pro výskyt zlata. O dva roky později, v roce 1928, zahájila První kolymská expedice pod vedením Jurije Alexandroviče BIlibina podrobné zkoumání Kolymy. Nagajevova zátoka byla doporučena jako vhodné místo pro výstavbu přístavu a výchozí bod pro stavbu silnice. Dne 22. června 1929 byla zahájena výstavba obytných domů, školy, veterinární stanice, nemocnice a internátu - tím byla založena osada Magadan. 
Od 30. do 50. let zde sídlila instituce Dalstroj, která organizovala těžbu nerostů (především zlata) na ruském Dálném východě; k práci byli využíváni vězni z gulagů, kterých zde Dalstroj vystavěl přibližně 80. 

## Demografie
| Rok  | Populace | Změna  |
| ---- | -------- | ------ |
| 1939 | 27 000   | -      |
| 1972 | 102 000  | 75 000 |
| 1989 | 151 600  | 49 600 |
| 2004 | 99 800   | 51 800 |
| 2006 | 107 500  | 7 700  |
| 2008 | 114 800  | 7 300  |
| 2010 | 95 925   | 18 875 |
| 2022 | 91 432   | 4 493  |
| 2024 | 89 193   | 2 239  |

## Infrastruktura a doprava
Ve městě se vyrábí důlní zařízení, nacházejí se zde podniky na zpracování ryb, strojírenské a kovodělné závody. Ve městě funguje přístav a letiště „Sokol“, železnice sem nevede. Silnice „Kolyma“, zbudovaná také převážně vězni, spojuje Magadan s 1826 km vzdáleným Jakutskem.

## Kultura a věda
Nachází se zde Institut biologických problémů severu DVO Ruské akademie věd, Severní mezinárodní univerzita, 28 obecných škol, 11 knihoven a několik muzeí.

## Slavní rodáci
- Vadim Kozin (1903–1994) – ruský tenor
- Nikolaj Getman (1917–2004) – ukrajinský malíř
- Pavel Vinogradov (* 1953) –  ruský kosmonaut
- Jelena Vjalbeová (* 1968) –  ruská běžkyně na lyžích
- Dimitrij Ipatov (* 1984) – ruský skokan na lyžích
- Saša Lussová (* 1992) – ruská herečka a modelka

## Partnerská města

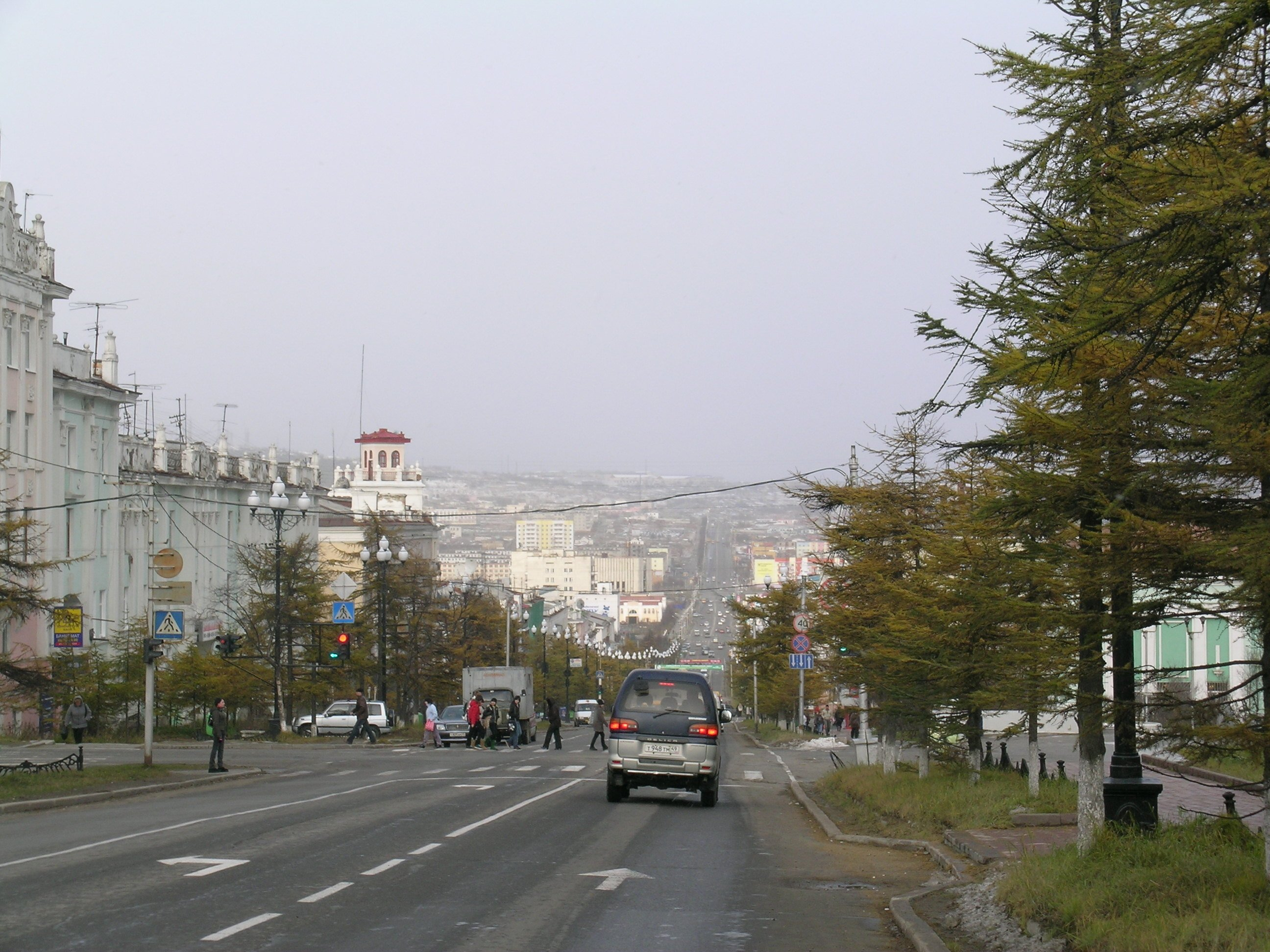
Leninův prospekt v Magadanu, hlavní magadanská ulice

- Anchorage, Spojené státy americké (1991)
- Tchung-chua, Čína (1992)
- Jelgava, Lotyšsko (2006)
- Zlatica, Bulharsko (2012)
- Šuang-ja-šan, Čína (2013)
- Baranavičy, Bělorusko (2018)
- Homel, Bělorusko (2024)[5]